# Bras (Indonésie)
Pour les articles homonymes, voir Bras.
Bras est une île indonésienne dans l'océan Pacifique. C'est une île frontalière d'Indonésie. Bien qu'elle fasse géographiquement partie des îles Mapia, administrativement, elle appartient au kabupaten de Supiori de la province de Papouasie.